# Jotapa (córka Sampsigeramusa II)
Jotapa (zm. w I w.) − syryjska arystokratka, córka króla Emesy Sampsigeramusa II i Jotapy, żona Arystobula II.
Jotapa urodziła się i wychowywała w Emesie (Homs w dzisiejszej Syrii). Wyszła za mąż na początku lat 30. I wieku za wnuka Heroda Wielkiego Arystobula II. Małżeństwo mieszkało w Emesie, miało głuchoniemą córkę Jotapę.